# Frank Cosgrove
Frank Cosgrove, hay Fred Cosgrove, là một cầu thủ bóng đá người Anh có 103 lần ra sân ở Football League cho Plymouth Argyle. Ông thi đấu ở vị trí hậu vệ phải. Cosgrove sinh ra ở Durham, và chơi bóng cho câu lạc bộ quê nhà Durham City trước khi gia nhập Plymouth Argyle năm 1920. Ông có 105 lần ra sân cho câu lạc bộ ở mọi đấu trường.